# خاویر یوسل
خاویر یوسل (انگلیسی: Xavier Usel؛ زادهٔ ۱۶ آوریل ۲۰۰۰) بازیکن فوتبال است.
از باشگاه‌هایی که در آن بازی کرده‌است می‌توان به باشگاه فوتبال آلساندریا اشاره کرد.